# IEC 60747
IEC 60747 és una sèrie de normes internacionals creades per l'IEC en el sector de semiconductors amb components com dispositius discrets, circuits integrats, sensors de semiconductor, circuits integrats de microones i altres.

## Parts de la norma
- IEC 60747 està composta de 16 parts i afecta components diversos :
  - Diodes
  - Transistors
  - Opto-acobladors
  - Tiristors
  - Circuits integrats

| Part de la norma | Nom                  | Descripció                                              |
| ---------------- | -------------------- | ------------------------------------------------------- |
| IEC 60747-1      | Part general         | Requeriments generals                                   |
| IEC 60747-2      | Dispositius discrets | Diodes rectificadors, avalanxa, ràpids i schottky       |
| IEC 60747-3      | Dispositius discrets | Diodes de senyal, commutació i de regulació             |
| IEC 60747-4      | Dispositius discrets | Transistors i diodes de microones                       |
| IEC 60747-5      | Dispositius discrets | Opto-acobladors                                         |
| IEC 60747-6      | Dispositius discrets | Tiristors                                               |
| IEC 60747-7      | Dispositius discrets | Transistors Bipolar                                     |
| IEC 60747-8      | Dispositius discrets | Transistors FET                                         |
| IEC 60747-9      | Dispositius discrets | Transistors IGBT                                        |
| IEC 60747-10     | Dispositius discrets | Especificacions genèriques de dispositius discrets i IC |
| IEC 60747-11     | Dispositius discrets | NORMA RETIRADA                                          |
| IEC 60747-12     | Dispositius discrets | NORMA RETIRADA                                          |
| IEC 60747-14     | Dispositius discrets | Especificacions per a sensors                           |
| IEC 60747-15     | Dispositius discrets | Dispositius semiconductors de potència aïllats          |
| IEC 60747-16     | Dispositius discrets | Circuits integrats de microones                         |
| IEC 60747-17     | Dispositius discrets | Acobladors capacitius i magnètics                       |